# Kontos
Kontos – greckie określenie lancy używanej przez jazdę ludów irańskich, przede wszystkim achemenidzką oraz sarmacką. Słowo to było również wykorzystywane przez greckich historyków do określenia włóczni używanej przez piechotę południowych Germanów.
Włócznia ta wykształciła się w połowie I wieku n.e. z krótszych włóczni (określanych w grece jako longche a w łacinie jako hasta), choć sam termin mógł być wykorzystywany przed bitwą pod Carrhae, podczas której partyjscy konni łucznicy wspólnie z ciężką jazdą – katafraktami – rozbili trzykrotnie przeważające siły rzymskie.
Jak sugerują przedstawienia ówczesnej sztuki, była to broń zazwyczaj o długości ok. 4 metrów, choć istniejące w późniejszym okresie sasanidzkie oddziały klibanariuszy używały dłuższych. Nazwa pochodziła prawdopodobnie od greckiego słowa oznaczającego pych (wiosło) bądź tykę do odpychania łodzi. Podobnie jak greckim xystonem, potencjalnym przodkiem kontosu, prawdopodobnie operowano nim oburącz, co przy konieczności manewrowania koniem wyłącznie za pomocą nóg, a także przy braku strzemion, wymagało dużych umiejętności jeździeckich.
O kontosie pisze Publiusz Korneliusz Tacyt w swoich Dziejach, opisując najazd sarmackiego plemienia Roksolanów na Mezję w 69 roku n.e. Twierdzi on m.in., że jest to broń bezużyteczna w deszczu, gdyż łatwo wyślizguje się wówczas z dłoni operującego nią jeźdźca.
Oddziały rzymskie wykorzystywały swoją wersję kontosu (łac. contus), istniała ona również w Bizancjum (jako kontarion). Od nazwy tej pochodzą również określenia włóczni w wielu językach regionu – między innymi gönder (węgierski oraz turecki) czy quntariya (arabski).